# De Ziener (Charmed)
De Ziener (The Seer) is de naam van twee verschillende personages uit de televisieserie Charmed. Beide zijn ze demonen die op commando in de toekomst kunnen kijken.

## Eerste ziener
De eerste ziener maakte haar debuut in de aflevering "Charmed and Dangerous", en werd gespeeld door Debbi Morgan.

### Achtergrond
Volgens het Boek der Schaduwen is de Ziener een sterke demon die al duizenden jaren bestaat. Vanwege haar kennis over de toekomst is ze een van de primaire raadgevers van de Bron. Ze heeft al meerdere incarnaties van de Bron gekend. Ze is een sterke en ervaren tovenares, maar doodt alleen anderen als dat moet.
De Ziener geniet veel respect in de onderwereld. Haar doel is om de ultieme macht in handen te krijgen. Ze kan behalve in de toekomst kijken ook teleporteren, vuurballen gooien en iemand in haar macht krijgen.
Ze verraadt de laatste Bron uiteindelijk wanneer deze de Hollow probeert te stelen. Dit omdat ze weet hoe gevaarlijk de Hollow is, en omdat ze zelf de nieuwe bron wil worden. Dankzij haar krijgt Cole Turner de krachten van de Bron. Ook zorgt ze ervoor dat Cole en Phoebe samen een kind krijgen dat de nieuwe Bron kan worden. Dit kind was in feite niet Phoebes kind, maar het kind van de Ziener zelf. De ziener steelt dit kind uiteindelijk om het op te voeden tot de nieuwe Bron.
Gedurende de ceremonie waarbij de ziener zelf de krachten van de Bron kan krijgen, blijken de machten van het kind te groot. Ze wordt samen met het kind vernietigd.

### Afleveringen
- Charmed and Dangerous
- The Three Faces of Phoebe
- Marry Go Round
- The Fifth Halliwheel
- We're Off to See the Wizard
- Long Live the Queen
- Womb Raider
- Centennial Charmed

## Tweede ziener
De tweede Ziener verscheen in seizoen 7 van de serie, en werd gespeeld door Charisma Carpenter.

### Achtergrond
Deze tweede Ziener had als ware naam Kira. Ze kan net als de andere ziener op commando visioenen krijgen over de toekomst, maar verder bezit ze niet veel krachten. Haar krachten maken haar een geliefd doel voor veel demonen.
Kira wil in de serie graag een mens worden, en helpt de Charmed Ones daarom een paar maal. Zo laat ze onder ander Phoebe zien wat de Avatars van plan zijn en hoe hun utopie eruit zal zien. Ze verraadt de onderwereld uiteindelijk geheel. Dit wordt haar fataal omdat Zankou, uit angst voor wat ze de Charmed Ones allemaal kan vertellen, besluit haar uit de weg te ruimen.

### Afleveringen
- Cheaper by the Coven
- Styx Feet Under
- Witchness Protection